# Hymns for a Dark Horse
Hymns for a Dark Horse - debiutancki album zespołu Bowerbirds wydany w 2007 roku przez wytwórnię Burly Tim.

## Lista utworów
1. Hooves - 2:41
2. In Our Talons - 3:54
3. Human Hands - 3:20
4. Dark Horse - 4:34
5. Bur Oak - 5:01
6. My Oldest Memory - 4:31
7. The Marbled Godwit - 4:00
8. Slow Down - 3:54
9. The Ticonderoga - 4:31
10. Olive Hearts - 5:28
11. La Denigración [Bonus Track] - 3:17
12. Matchstick Maker [Bonus Track] - 4:40